# 大西ユカリのハッスル歌謡曲
『大西ユカリのハッスル歌謡曲』（おおにしゆかりのハッスルかようきょく）は、朝日放送ラジオ（ABCラジオ）で2002年10月から2009年3月までプロ野球のオフシーズンを中心に放送されていた音楽番組。

## 概要
昭和歌謡を愛好する大阪府出身のソウルシンガー・大西ユカリがパーソナリティを担当。昭和歌謡を中心に、テレビドラマやアニメソングに至るまで、幅広いジャンルの曲を大西のトークとともに放送していた。
番組のテーマソングは「ハッスル」（ヴァン・マッコイ&ザ・ソウル・シティ・シンフォニー）で、基本として土曜日の夕方に生放送。ただし、大西のスケジュールによっては、事前に収録した内容を放送する週もあった。また、放送時間も年度によって若干異なっていた（#番組の歴史で詳述）。

## 出演者
- 大西ユカリ
- 藤原正弘（番組内の愛称は「まぁくん」、アイドル歌謡研究家）
- 笑福亭銀瓶（2002年度のみ出演）

## 主なコーナー
- オープニング
2003年度から2007年度までのプロ野球オフシーズン期間には、『小山乃里子のハートにスニーカー』（当番組と同様の扱いで放送されていた生ワイド番組）の後枠で放送していたため、大西が小山に対して必ずねぎらいの言葉をかけていた。その際には、同番組のタイトルを、あえて「心臓に運動靴」と表現していた。
- ユカリの何しやがんネン
直近1週間の主なニュースについて、大西が持論やツッコミを交えながら、持ち前の大阪弁や庶民目線で論評していた。
- ユカリのこの日をアーレキュイジーヌ
直近の1週間から特定の1日について、大西が当日の食事や過ごし方を日記形式で紹介。コーナーの最後には、当日の食生活にちなんだ楽曲を流したうえで、次回紹介する対象曜日を予告していた。
- まぁくんのアイドル百貨店
「アイドル夢先案内人・まぁくん」と称する藤原が、大西との対話形式で、アイドルに関する思い出話やエピソードを紹介。主に1970年代・1980年代のアイドル（グループ）を取り上げていたが、放送当時ブレイク間近だったPerfumeをいち早く紹介したこともあった。
- 中野浩一のフリートーク
事前収録によるTBSラジオ制作の15分番組で、土曜日の午後に放送していた時期に内包（主に17時台）。大西が毎回、中野に質問を投げ掛けながらつないでいた。もっとも、当番組と無関係の内容を放送していたため、終了後に大西が「今日も中野さんは何も答えてくれへんかった…」と嘆くことが多かった。ただし、たまたま中野が（歌手としての）大西の話題を出したり、大西の楽曲を流したりすることもあった。なお、ABCラジオでは当番組の放送終了後も毎週土曜日の12:15 - 12:30に放送中。
- クイズ ユカリネア
エンディングで放送したリスナー向けのクイズで、タイトルは当時レギュラーで放送されていた『クイズ$ミリオネア』（フジテレビ制作の日本版、関西地方では関西テレビで同時ネット）にちなむ。タイトルコールの最後に、大西と藤原が声を揃えて「わ〜」と叫ぶことが特徴。
当日の放送内容から三者択一式のクイズを出題。次回の放送までにリスナーからの応募を受け付けたうえで、抽選で1名に当時流通していた音楽ギフト券1万円分を進呈した。

## 番組の歴史
- 2002年10月 　大西ユカリ・笑福亭銀瓶・藤原正弘の出演で、毎週土曜日の16:30 - 18:30に放送を開始。
- 2003年4月 　プロ野球のシーズンインを機にいったん終了。毎週金曜日の25:00 - 26:00（土曜日1:00 - 2:00）に、大西・藤原の出演で『大西ユカリのニューグランドハッスル』を開始した。なお、銀瓶はこの改編を機に、当番組のレギュラーを降板している。
- 2003年10月 　プロ野球のオフシーズン番組として、毎週土曜日の16:30 - 18:30に復活。その一方で、『大西ユカリのニューグランドハッスル』を終了した。
- 2004年4月　 プロ野球のシーズンインを機に、毎週水曜日の25:30 - 26:00（木曜日の深夜1:30 - 2:00）に放送。
- 2004年10月　 プロ野球のオフシーズン番組として、毎週土曜日の17:00 - 18:50に放送。
- 2005年4月 　プロ野球のシーズンインを機に、土曜日に『ダンディ・ウィークエンド』枠で阪神タイガースのデーゲームを中継しない週に限って、15:00 - 17:40に放送。
- 2005年10月 　プロ野球のオフシーズンに入ったのを機に、土曜日の16:00 - 18:30でレギュラー放送を復活。
- 2006年4月 - プロ野球のシーズンインを機に、上半期の半年間放送を休止。
- 2006年10月 - プロ野球のオフシーズン（下半期）番組として、土曜日の16:00 - 18:00で復活。
- 2007年3月 - 2006年の上半期と同じ事情で放送を休止。
- 2007年10月 - 2006年の下半期と同じ曜日・時間帯で放送を再開。
- 2007年12月29日 - ミュージカル未経験の大西が「ファントム」（大沢たかお主演の2008年版）のカルロッタ役に抜擢されたことから、同公演への準備を優先することを理由に急遽終了。
- 2008年7月12日 - 毎週土曜日の14:00 - 16:00で放送を再開。プロ野球シーズン中の復活だったが、ABCラジオで中継する阪神タイガースの公式戦がこの時期にナイトゲームへ移行したため、ほぼ毎週放送できた。
- 2009年3月21日 - 放送を終了